# Zwichten
Zwichten is het minderen van de zeilvoering op de wieken van een windmolen afhankelijk van de windsterkte en de belasting van de molen. In het algemeen wordt het eerste gezwicht op de buitenroede, omdat de askop dan het minst belast wordt.
Er kan afhankelijk van de wind geen (met blote benen), kwart (stormeindje), iets meer (hoge lijn), half, driekwart (lange halve), een duiker of vol zeil op twee of alle vier de wieken voorgelegd zijn. Bij het stormeindje en de hoge lijn is het zeil opgerold tot de derde zwichtlijn, bij de halve en lange halve tot de tweede en bij de duiker tot de eerste zwichtlijn. Bij harde wind kunnen ook nog alleen het onderste windbord of alle drie (soms vier) de windborden van de wiek afgenomen worden. De wieken draaien dan alleen op de voorzoom. Men spreekt van draaien met blote benen en geknipte nagels als gedraaid wordt zonder zeil en zonder stormborden. Als de molen bij harde wind nog te snel draait dan kan de molen iets krimpend (tegen de wijzers van de klok in) gekruid worden. Dit wordt wel zwichten met de staart genoemd.
De zeilen kunnen gaan klapperen (zeilslag) als ze langs de molenromp gaan, als de molen onbelast draait of als de molen niet goed op de wind staat. Zeilslag is tegen te gaan door de molen krimpend te kruien.
Ook bestaat er een systeem van zelfzwichting.

## Fotogalerij
|  |  |  |
|  |  |  |
|  |  |  |